# Claudia Ruiz Massieu Salinas
Claudia Ruiz Massieu Salinas (ur. 10 lipca 1972 w Meksyku) – meksykańska prawnik i polityk należąca do Partii Rewolucyjno-Instytucjonalnej. Od 2015 piastuje stanowisko ministra spraw zagranicznych, po mianowaniu jej przez prezydenta Meksyku, Enrique Peñę Nieto.
W kadencjach LIX (2003–2006) i LXI (2009–2012) Ruiz Massieu Salinas była deputowaną do meksykańskiego Kongresu.
Ruiz Massieu Salinas jest córką José Francisca Ruiza Massieu, byłego gubernatora stanu Guerrero, na którego w 1994 dokonano zamachu. Jest ona także siostrzenicą byłego prezydenta Meksyku, Carlosa Salinasa de Gortariego, którego brat, Raúl Salinas de Gortari, w styczniu 1999 został skazany za zaplanowanie morderstwa Ruiza Massieu (Salinas de Gortari spędził 10 lat w więzieniu).